# Joshua Oppenheimer
Joshua Lincoln Oppenheimer (Austin, Texas, 23 de septiembre de 1974) es un director de cine estadounidense nacionalizado británico que vive en Copenhague, Dinamarca. Es conocido por sus películas nominadas al Oscar The Act of Killing (2012) y La mirada del silencio (2014), Oppenheimer fue Marshall Scholar en 1997 y recibió la beca MacArthur en 2014.

## Biografía
Oppenheimer nació en una familia judía, en Austin, Texas, y creció en Washington D. C. y Santa Fe, Nuevo México, y sus alrededores. Oppenheimer recibió una licenciatura summa cum laude en realización cinematográfica de la Universidad de Harvard y un doctorado de la Central Saint Martins College of Art and Design de la Universidad de las Artes de Londres, mientras estudiaba con una beca Marshall. Es profesor de cine en la Universidad de Westminster.
Su primera película, The Entire History of the Louisiana Purchase (1997), ganó un Hugo de Oro en el Festival Internacional de Cine de Chicago (1998).
De 2004 a 2012 produjo una serie de películas en Indonesia. Su primer largometraje sobre las personas que participaron en la masacre en Indonesia de 1965 a 1966, The Act of Killing (2012), se estrenó en el Festival de Cine de Telluride de 2012, y ganó varios premios, incluido el Premio de Cine Europeo al Mejor Documental, un Premio Panorama del Público y un Premio del Jurado Ecuménico del 63.er Festival Internacional de Cine de Berlín. La película también recibió el Premio Robert de la Academia de Cine de Dinamarca, un Premio Bodil de la Asociación Nacional de Críticos de Cine de Dinamarca y el Premio Aung San Suu Kyi en el Festival Internacional de Cine de Derechos Humanos Dignidad Humana 2013
Oppenheimer apareció en The Daily Show el 13 de agosto de 2013 para hablar sobre The Act of Killing.
The Act of Killing ganó el BAFTA al Mejor Documental, el Premio de Cine Europeo al Mejor Documental, el Premio Asia Pacific Screen al Mejor Documental y fue nominado a Mejor Largometraje Documental en la 86ª edición de los Premios de la Academia.
La próxima película de Oppenheimer, The Look of Silence (2014), es una pieza complementaria de The Act of Killing. Fue nominada a Óscar al mejor largometraje documental en la 88ª edición de los Premios Óscar. Ganó el Premio Robert a mejor largometraje documental. Se proyectó en competición en el 71º Festival Internacional de Cine de Venecia y ganó el Gran Premio del Jurado, el Premio Internacional de la Crítica de Cine (FIPRESCI), el premio de la crítica italiana en línea (Mouse d'Oro), el Premio de la Crítica de Cine Europea Premio (FEDEORA) a la Mejor Película de Venecia 71, así como el Premio Noches de Derechos Humanos. Desde entonces, ha ganado otros 70 premios internacionales, incluido un premio Independent Spirit, un premio IDA al mejor documental, un premio Gotham al mejor documental y tres premios Cinema Eye Honors, incluidos los de mejor película y mejor director. Cinema Eye Honors lo nombró cineasta que definió la década en 2016, y tanto sus películas como películas que definieron la década.
En una entrevista de 2015 con The New York Times, Oppenheimer afirmó que Occidente comparte "gran parte" de la responsabilidad por los asesinatos en masa en Indonesia, y señaló en particular que "Estados Unidos proporcionó el sistema de radio especial para que el ejército pudiera coordinar la matanzas en el vasto archipiélago. Un hombre llamado Bob Martens, que trabajaba en la Embajada de Estados Unidos en Yakarta, estaba compilando listas de miles de nombres de figuras públicas indonesias que podrían oponerse al nuevo régimen y entregó estas listas al gobierno de Indonesia."  En 2014, después de una proyección de The Act of Killing para miembros del Congreso de Estados Unidos, Oppenheimer pidió a Estados Unidos que reconociera su papel en los asesinatos. En octubre de 2017, el gobierno de Estados Unidos desclasificó miles de archivos relacionados con los asesinatos y los funcionarios citaron el impacto de las películas de Oppenheimer.
En julio de 2016, fue nombrado miembro del jurado principal de la competición del 73º Festival Internacional de Cine de Venecia. En septiembre de 2017 fue director invitado del Festival de Cine de Telluride.
En 2021, la productora cinematográfica Neon anunció que Oppenheimer dirigirá un largometraje musical protagonizado por Tilda Swinton, Stephen Graham y George MacKay.

## Vida personal
Oppenheimer es abiertamente gay y vive con su pareja Shu en Copenhague, Dinamarca.

## Filmografía
| Año  | Título                                                 | Notas |
| ---- | ------------------------------------------------------ | --- |
| 1995 | Hugh                                                   | Cortometraje |
| 1996 | These Places We've Learned to Call Home                | Corto |
| 1997 | The Challenge of Manufacturing                         | Corto |
| 1997 | The Entire History of the Louisiana Purchase           | Corto |
| 2003 | The Globalisation Tapes                                | Una colaboración entre el Sindicato Independiente de Trabajadores de las Plantaciones de Sumatra, la Unión Internacional de Trabajadores Agrícolas y Alimentarios (UITA) y Vision Machine (Christine Cynn, Joshua Oppenheimer, Michael Uwemedimo, Andrea Luka Zimmerman). Él fue el productor. |
| 2003 | A Brief History of Paradise as Told by the Cockroaches | Corto |
| 2003 | Market Update                                          | Corto |
| 2004 | Postcard from Sun City, Arizona                        | Corto |
| 2004 | Muzak: a tool of management                            | Corto |
| 2007 | Show of Force                                          | Instalación |
| 2012 | The Act of Killing                                     | Documental |
| 2014 | La mirada del silencio                                 | Documental |
| 2024 | The End                                                | Largometraje musical |

## Libros
- Acting on AIDS: Sex, Drugs & Politics (Acting on AIDS). London & New York: Serpent's Tail, 1997, ISBN 1-85242-553-9, ISBN 978-1-85242-553-1. (With Helena Reckitt, coeditor.)
- Going through the motions and becoming other. (With Michael Uwemedimo, co-author). In: Chanan, Michael, (ed.) Visible evidence. Wallflower Press, 2007. London, UK. (en Press)
- History and Histrionics: Vision Machine's Digital Poetics. (With Michael Uwemedimo, co-author). In: Marchessault, Janine, and Lord, Susan, (eds.) Fluid screens, expanded cinema. University of Toronto Press, 2007, Toronto, Canadá, pp. 167–183. ISBN 978-0-8020-9297-7.
- Show of force: a cinema-séance of power and violence in Sumatra's plantation belt. (With Michael Uwemedimo, co-author). In Critical Quarterly, Volume 51, No 1, April 2009, pp. 84–110. Editado por: Colin MacCabe. Blackwell Publishing, 2009. ISSN 0011-1562.
- Killer Images: Documentary Film, Memory and the Performance of Violence. (With Joram Ten Brink, co-author). Columbia University Press (Feb 28, 2013), ISBN 0231163347, ISBN 978-0231163347

## Premios y distinciones
Premios Óscar
| Año  | Categoría                 | Película               | Resultado |
| ---- | ------------------------- | ---------------------- | --------- |
| 2014 | Mejor documental largo    | The Act of Killing     | Nominado  |
| 2016 | Mejor película documental | La mirada del silencio | Nominado  |